# 斯海爾德河戰役
斯海爾德河戰役，又稱比荷堤防之戰 是於1944年10月2日至11月8日發生在比利時北部與荷蘭西南部的盟軍與德軍之間的一系列戰役（see map）。  
1944年9月，盟軍必需儘快掃除駐守在斯海爾德河出海口的德軍，以開放安特衛普港來改善盟軍的補給物資供應，以減輕從諾曼第至齊格菲防線長達數百公里的補給線之壓力，自從盟軍在1944年6月6日諾曼第登陸後，英國第2軍團已攻入低地國家和佔領布魯塞爾與安特衛普，其中後者的港口設施完全未被破壞；可是佔領安特衛普後英軍攻勢緩慢下來，當時德軍仍控制斯海爾德河口。  
在9月期間，盟軍在被封鎖的安特衛普無事可為，因為所有的軍事資源，通通優先分配到市場花園行動，這個大膽的一舉攻入德國的計劃在9月17日發動；同時，德軍在斯海爾德河的防線已經建設完成，準備迎接盟軍的進攻。   
10月初，市場花園行動因損失慘重而失敗後，由加拿大第1軍團領頭之盟軍前往清除斯海爾德河口以控制安特衛普，但是德軍藉著堅固防禦工事阻擊盟軍的行動；由於當地之複雜的泥濘沼澤地形，斯海爾德河戰役被証明是一場惡戰，歷史學家長期忽略這場戰役，直至近幾年才開始重視。   
經過5個星期的艱苦戰鬥，加拿大第1軍團在其它國家的進攻部隊支援下，經過多次兩棲登陸、渡過多條運河及在開闊地帶作戰後終於取得奪取斯海爾德河口地區；德軍在當地從河面到地面均滿佈地雷及水雷，而防線均佈滿火炮及狙擊兵。 
盟軍終於在11月8日清除了港口地區，可是導致12,873名盟軍傷亡(陣亡、受傷或失蹤)，半數是加拿大兵。
德軍不久後就感受到威脅：由於為了清除水雷，花了整整3個星期後，第1艘運載盟軍補給物資的船隻才在在1944年11月29日安特衛普卸下貨物。

## 打通斯海爾德河流域
1944年9月12日，加拿大第1軍團在蓋伊·西蒙德斯中將指揮下被臨時授與負責掃蕩斯海爾德河地區德軍的任務；當時轄下的加拿大第2軍包括有：波蘭第1裝甲師、英國第49步兵師及英國第52步兵師與英國第1軍配合作戰。
打開斯海爾德河口地區的計劃是在複雜的地形上實施四個主要行動：
- 第1項任務是掃蕩安特衛普以北地區及鞏固通往南貝弗蘭的道路；
- 第2項任務是掃蕩在雷歐波得運河北面的布萊斯肯茲口袋（腳踏車行動）；
- 第3項任務稱做「活力作戰」，以攻佔南貝弗蘭；及最終階段是必須佔領瓦爾赫倫島，這是德軍曾經特別強化的要塞陣地。1944年10月，1隊短吻鱷兩棲車輛在渡過斯海爾德河後於1輛水龜兩棲車輛旁邊駛過

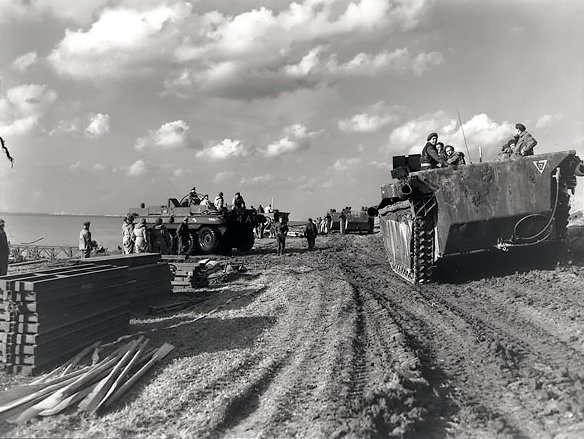
1944年10月，1隊短吻鱷兩棲車輛在渡過斯海爾德河後於1輛水龜兩棲車輛旁邊駛過

9月21日，加拿大第4裝甲師大致沿著根特-特爾紐曾運河一線向北攻擊，以掃蕩斯海爾德河南岸圍繞荷蘭鄉鎮布列斯根一帶，盟軍稱該地為布列斯根口袋；而波蘭第1裝甲師向比利時－荷蘭邊界更東邊與安特衛普以北的重耍地區進攻。 
加拿大第4裝甲師在渡過根特運河後建立了橋頭堡，它發現自己是第一支面對在雷歐波得與列斯河運河雙重防線防禦工事的盟軍部隊；盟軍在穆克爾克發動攻擊、渡過運河及建立橋頭堡，後來在德軍反攻下因遭受慘重傷亡而被迫撤退。

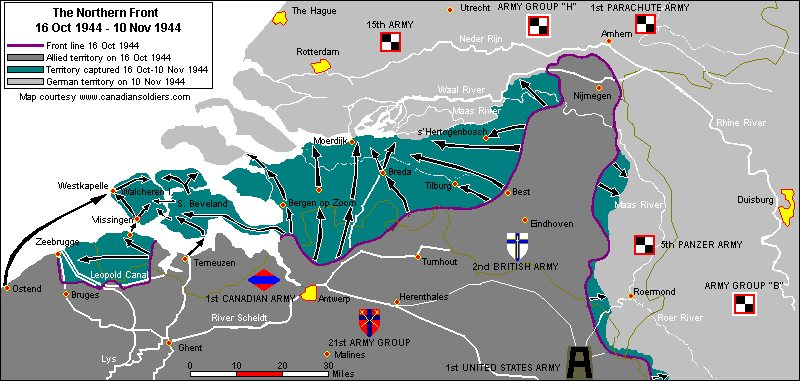
北方戰線

波蘭第1裝甲師在由根特向東北的進攻中獲得較大成功，由於有一些不適合裝甲部隊作戰及遇到堅強抵抗的地區，該師在9月20日向海岸進攻，攻佔特爾紐曾及掃蕩在安特衛普以東的斯海爾德河南岸。
西蒙意識到仕如果要在斯海爾德河地區獲取更大戰果必需要付出更大代價，因為在澤布呂赫附近的布列斯根口袋內部依然有強大的敵軍防守。

### 從安特衛普到北方作戰
10月2日，加拿大第2步兵師開始從安特衛普向北進攻，10月6日他們在第1階段的目標翁斯德雷赫特與敵人爆發激烈戰鬥，德軍在Chill戰役集群增援下優先堅守此地，以直接控制南貝弗蘭及瓦爾赫倫島。
加拿大軍在開闊及被水淹的地方上作戰，因而付出很大代價，豪雨、餌雷及地雷令前進非常困難，1944年10月13日黑色星期五，加拿大第5步兵旅的加拿大皇家高地團最終在一次不成功的進攻中被消滅，卡爾加里高地團在後來的進攻中取得成功，其航空排攻佔了在Korteven的火車站，在霍赫海德的激烈戰鬥亦接踵而來，但在10月16日翁斯德雷赫特被攻佔，到南貝弗蘭及瓦爾赫倫島的連繫被切斷，加拿大人的首要目標被達到，但付出了慘重的傷亡。

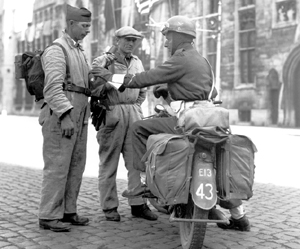
1944年9月，加拿大警備軍的士兵跟比利時抵抗組織成員在布鲁日講話

在這時，伯納德·勞·蒙哥馬利陸軍元帥趁機發出命令，以打開斯海爾德河口為第21集團軍的首要任務，在東面的英國第2軍團向西進攻以掃蕩荷蘭南部的馬斯河，以保障斯海爾德河口地區免受德軍反攻。
當時，西蒙集中力量在南貝弗蘭半島頸部，加拿大第4裝甲師從雷歐波得運河向北前進及攻佔貝爾根奧普佐姆，10月24日盟軍戰線進一步迫向半島頸部，確保德軍的反攻不會切斷加拿大第2步兵師，而該師則向西進攻瓦爾赫倫島。

### 腳踏車行動
斯海爾德河戰役之第2個目標是通過進攻以縮小布萊斯肯茲口袋，當時加拿大第3步兵師在進行渡過雷歐波得運河的戰事中遇到德軍的頑強抵抗。 
在之前加拿大第4裝甲師已在根特布呂赫嘗試渡河失敗，不單只德軍在雷歐波得運河與列斯河運河有強大的防禦，而且該區大部份地區均被水淹沒。
他們決定最佳選擇是立即向東進攻兩條運河之分叉口：這是一處在雷歐波得運河再往後的只有數百米在一塊乾地上的狹窄之分叉口。（被描述為一個長三角形，其底部是在馬爾德赫姆-阿爾克馬爾公路及其尖端接近頭螺母村以東5公哩）。

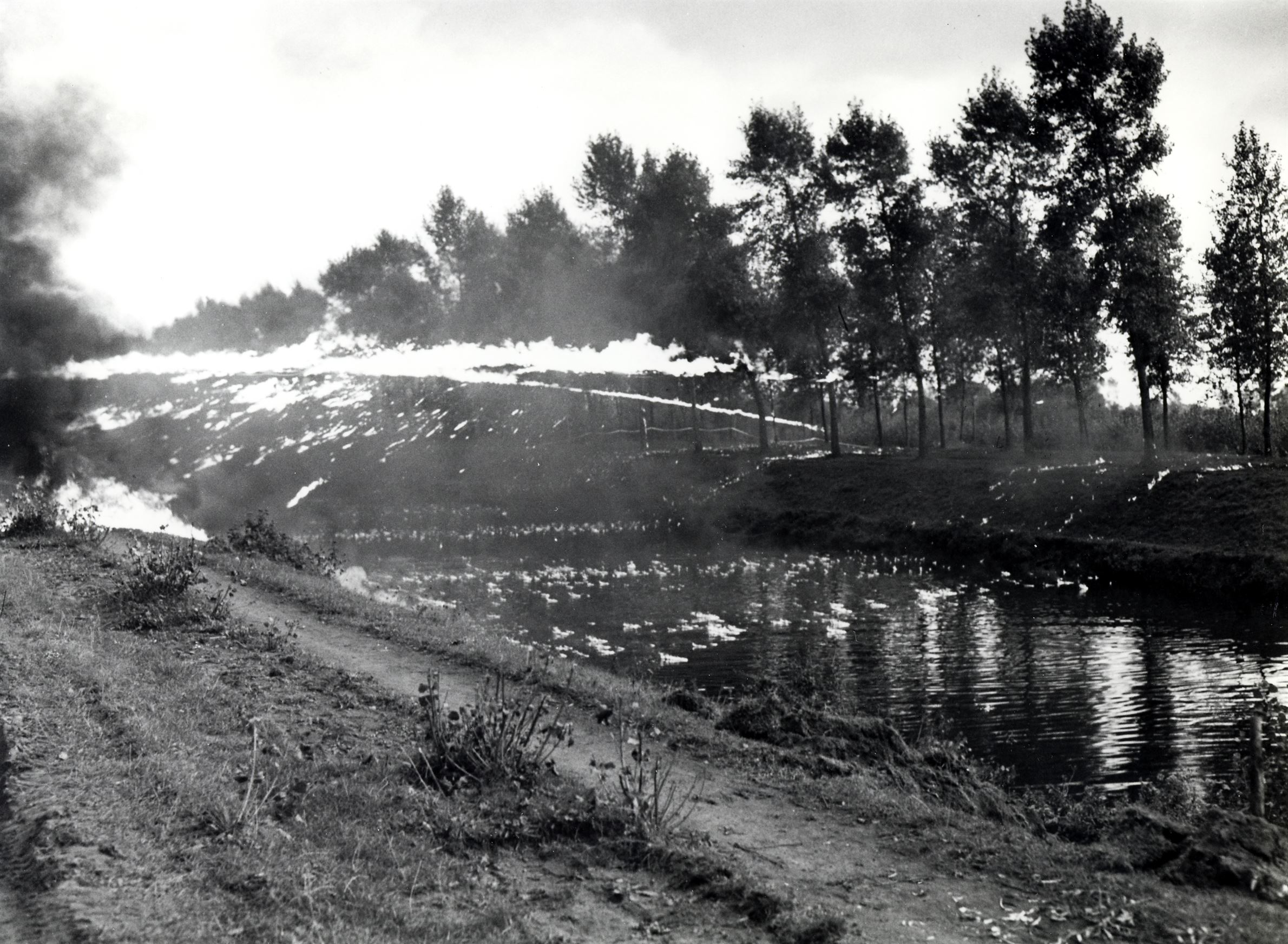
1944年10月，加拿大第4裝甲師士兵在渡過一條運河時使用火焰噴射器

一個分叉進攻被實行，加拿大第3師第7步兵旅首先渡過雷歐波得運河，而加拿大第9步兵旅則義包圍口袋的北面或海岸部份實施連續性進攻，進攻從10月6日在密集炮火及裝備有火焰嘖射器的加拿大蜜蜂式裝甲運兵車支援下展開，蜜蜂式在渡過雷歐波得運河時做成一條火焰彈幕，令第7步兵旅可以攀爬過陡峭的河岸及發動其進攻船隻，他們建立了兩個分開、不穩定的立足點，但德軍很快便在火焰嘖射器的震撼中恢復過來及發動反攻，但不能將加拿大人從危險的橋頭堡中趕走，10月9日，兩個橋頭堡之間的空隙被封閉，10月12日早上，加拿大軍已橫過亞丁堡公路。
加拿大第9步兵旅在英軍第5攻擊團的皇家工程兵之水陸兩用裝甲車（在歐洲戰場上第一次使用這種車輛）及履帶式兩棲登陸車的支援下展開登陸行動，該旅計劃利用兩棲登陸車渡過布拉克曼灣入口及在霍夫德普拉特附近登陸，這是在口袋的對岸的一條完整的村莊，因此同時從左右兩方面施加壓力，雖然在通過運河時因調動車輛出現困難及延後了24小時，德軍仍然對進攻感到震驚及盟軍很快建立了橋頭堡，德軍再一次很快的恢復過來及發動猛烈的反擊；但是，他們緩慢的後退，加拿大第4裝甲師轄下的加拿大第10步兵旅渡過利奧波德運河及攻擊伊莎貝拉低窪地區，而第3步兵師的加拿大第8步兵旅則被命令從包圍圈海岸區向南前進，這打通了通往口袋的陸上補給路線。
第3步兵師亦採取更多行動以掃蕩在布萊斯肯茲、澤蘭、南贊德、卡德贊德及海岸要塞弗西德里克·德利克堡壘，當加拿大第1軍團於11月3日解放比利時城鎮克諾克及澤布呂赫，從而正式封閉了布萊斯肯茲口袋及清除了斯海爾德河南岸的所有德軍，腳踏車行動才正式結束。

### 活力作戰
斯海爾德河戰役的第3個主要行動在10月24日展開，加拿大第2步兵師開始力圖攻佔南貝弗蘭半島的行動，加拿大軍希望快速進攻、避開抵抗及攻佔渡過貝弗蘭運河的橋頭堡，但他們因地雷、泥沼及敵軍的頑強抵抗而進展遲緩。
英軍第52步兵師進行的渡過西斯海爾德河的兩棲作戰攻佔了德軍在貝弗蘭運河後方的防守據點，因此這個難以對付的防衛點被繞過，而加拿大第6步兵旅在突擊艇的幫助下展開攻擊，工兵們在主要道路上架橋渡過運河。
當運河線被突破後，德軍防線被粉碎及南貝弗蘭被清除，斯海爾德河戰役的第3階段正式結束。

### 熱戀行動: 攻佔瓦爾赫倫島

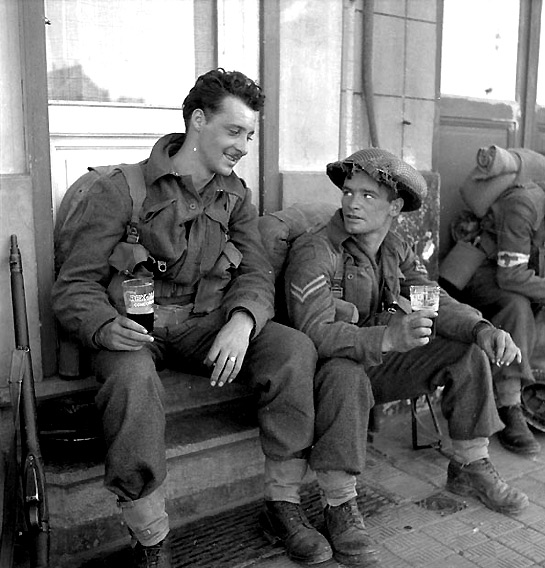
1944年9月，在布蘭肯柏休息的皇家加拿大團的士兵

斯海爾德河戰役的第4階段開始時，只有西斯海爾德河口的瓦爾赫倫島仍在德軍手中，島上的防衛十分強大：在西面及南面的重型海岸炮台防衛該島及斯海爾德河口，而海岸線亦被強大的要塞化以對抗兩棲進攻，而且面對陸地的一面防線已在弗利辛恩被建立以保衛港口設施被行用來協助盟軍在瓦爾赫倫島的登陸行動，唯一可供選擇的登陸地點是斯希丹—是在南貝弗蘭一條狹長的長堤，闊度只有兩條行車線多一些，更困難的是，圍繞長堤的平地已被水淹沒，士兵必需涉水而過，但水的深度又不足給突擊艇進行兩棲登陸。
為突破德軍的防線，島上的堤壩版被英國皇家空軍轟炸機指揮部的轟炸機炸毀：於10月3日轟炸西卡佩爾及對平民造成一些傷亡；於10月7日轟炸弗利辛恩東及西面；於11月11日轟炸費勒，這令島上中央部分出現水浸，這令德國守軍退向周圍的高地及各市鎮內，亦令盟軍可使用兩棲車輛進行作戰。
對該島的進攻來自3個方向：從東面越過長堤、從南面渡過斯海爾德河及從西面的海上進攻。
加拿大第2步兵師在1944年10月31日對長堤展開進攻，最初由蘇格蘭皇家團第3營發起的進攻被擊退；加拿大第10卡爾加里高地營派出的一個連亦被阻擊在長堤的半路上，該高地營第2次進攻在11月1日早上展開以攻佔一個不穩定的立足點；跟著進行了一整天的戰鬥，和該高地營由加拿大第85步兵營代替以保護橋頭堡，他們在11月2日撤下來及由英軍第52步兵師轄下的英軍格拉斯哥高地營所代替，為配合從海上的攻勢，第52步兵師繼續進攻。
兩棲進攻於11月1日分成兩部分展開，熱戀行動第1部分包括英軍第155步兵旅（國王私人蘇格蘭邊民團第4及第5營、蘇格蘭禦林軍第9營第7連）和皇家海軍第4突擊隊，他們是從布萊斯肯茲乘坐小型登陸艇到達一個位於弗利辛恩東南面、代號為「叔叔」的海灘實施登陸，之後數天，他們與德國守軍展開激烈巷戰。
熱戀行動第2部分是盟軍於11月1日早上在西卡佩爾進行的兩棲登陸行動，在英國皇家海軍的猛烈炮轟後，第4特別服務旅 英國皇家海軍第41突擊隊、第47突擊隊及第48突擊隊及英軍第10(同盟國)突擊隊，主要包括比利時及挪威軍隊)在英軍第79裝甲師的特別裝甲車輛（兩棲運輸車輛、掃雷坦克、推土機等）支援下利用大型登陸艇及兩棲車輛運送士兵和坦克在海堤兩邊的缺口登陸，激烈的戰事接著發生，最後該市鎮在被毀滅前被盟軍佔領，之後一部分部隊向東南進攻弗利辛恩，而主力部隊則各東北推進以掃蕩瓦爾赫倫島北部及與加拿大軍在島東部的橋頭堡會含，一些防守此區之德軍依然進行激烈的抵抗，以致戰事持續至11月7日。
11月6日，島上首府米德爾堡陷落，由於米德爾堡不可能給坦克進入，1支擁有履帶式兩棲登陸車「Buffaloes」的部隊進入米德爾堡，市內德軍在11月8日停止抵抗。
同時，加拿大第4裝甲師向東通過貝爾根奧普佐姆到達聖菲利浦蘭，在這裡有數艘德國船隻沉沒在澤普港。
掃蕩了安特衛普一帶後，斯海爾德河戰役的第4階段結束，盟軍掃除斯海爾德河上的水雷，11月28日修理好港口設施後，第1隊運輸船隊，由加拿大建造的貨運船“卡坦拉基堡壘號”的帶領下進入該港。

## 幾場戰鬥
從1944年10月23日至11月5日，配屬在英國第21集團軍之加拿大第1軍團裡的英國第1軍之美軍第104步兵師經歷了它的第1場戰役，第104步兵師在面對德軍狙擊兵及炮火抵抗下連續攻擊北布拉班特省中部，這是第104步兵師的第1場戰鬥，他們特別地在晚上進行了戰鬥。

## 戰役的重大意義
經過5週共35天的戰事，加拿大第1軍團共俘虜41,043名德軍，第1艘盟軍船隻在11月28日抵達港口，令盟軍從巴黎到萊茵河的戰線更為鞏固，德軍必須承認盟軍已經擁有中歐深水港對德國的嚴重威脅，所以德軍仍好幾次嘗試摧毀安特衛普港，或是最後自海上攻擊切斷盟國運補船隊艦隻，德國陸軍朝安特衛普發射數千枚V2火箭，落彈數量之多超過別的盟國都市；事實上，在第二次世界大戰德軍發射的V2火箭近半數落在安特衛普港，德軍最後拼全力在冬天嚴寒雪地發動反攻的突出部戰役攻佔主目標就是安特衛普市與港口。

## 附加參考
- Moulton, James L. 'Battle for Antwerp'
- Stacey, C.P. Official History of the Canadian Army in the Second World War. Volume III: The Victory Campaign: The Operations in North-West Europe, 1944-1945 (Ottawa: The Queens Printer, 1960)
- Whitaker, Denis and Shelagh Whitaker. Tug of War: Eisenhower's Lost Opportunity: Allied Command & the Story Behind the Battle of the Scheldt (Beaufort Books, 1985) ISBN 0-8253-0257-9